# Typhlops monastus
Espèce
Synonymes
- Antillotyphlops monastus (Thomas, 1966)

Typhlops monastus est une espèce de serpents de la famille des Typhlopidae.

## Répartition
Cette espèce est endémique de Montserrat.

## Description
L'holotype de Typhlops monastus, un mâle adulte, mesure 184 mm dont 6 mm pour la queue.

## Taxinomie
La sous-espèce Typhlops monastus geotomus a été élevée au rang d'espèce.

## Publication originale
- Thomas, 1966 : Leeward Islands Typhlops (Reptilia, Serpentes). Proceedings of the Biological Society of Washington, vol. 79, p. 255-265 (texte intégral).